# Un très grand amour
Un très grand amour est un roman de Franz-Olivier Giesbert paru le 5 janvier 2010 aux éditions Gallimard. Il reçoit en juin de la même année le prix Alain Duménil.
Ce roman est disponible en format poche chez Folio depuis le 7 avril 2011.

## Éditions
- Un très grand amour, Gallimard, 5 janvier 2010  (ISBN 978-2-07-012819-8).
- Un très grand amour, Folio, 7 avril 2011  (ISBN 9782070440573).